# Zasmeano, Varna
Zasmeano (în bulgară Засмяно) este un sat în comuna Aksakovo, regiunea Varna,  Bulgaria. 

## Demografie
Componența etnică a satului Zasmeano
     Turci (19,44%)
     Bulgari (52,77%)
     Romi (27,77%)
     Nicio identificare (0%)
La recensământul din 2011, populația satului Zasmeano era de 144 locuitori. Din punct de vedere etnic, majoritatea locuitorilor (52,77%) erau bulgari, existând și minorități de romi (27,77%) și turci (19,44%). Pentru 0% din locuitori nu este cunoscută apartenența etnică.